# Taça Cidade de São Luís 2003
In 2003 werd de derde editie van de Taça Cicade de São Luís gespeeld voor clubs uit Braziliaanse staat Maranhão. De competitie werd gespeeld van 19 januari tot 26 februari en werd georganiseerd door de FMF. Moto Club werd de winnaar.

## Eerste fase

### Groep A
| Plaats | Club        | Wed. | W | G | V | Saldo | Ptn. |
| ------ | ----------- | ---- | - | - | - | ----- | ---- |
| 1.     | Moto Club   | 5    | 4 | 0 | 1 | 9:5   | 12   |
| 2.     | Santa Inês  | 5    | 2 | 2 | 1 | 5:3   | 8    |
| 3.     | Viana       | 5    | 2 | 1 | 2 | 4:4   | 7    |
| 4.     | Maranhão    | 5    | 1 | 3 | 1 | 2:3   | 6    |
| 5.     | Chapadinha  | 5    | 1 | 2 | 2 | 5:5   | 5    |
| 6.     | Boa Vontade | 5    | 0 | 2 | 3 | 4:9   | 2    |

|  | Geplaatst voor finale |

## Finale
Moto Club won omdat het beter presteerde in de eerste fase.
|             |                   |       |             |                      |
| 26 februari | Moto Club         | 0 – 0 | Santa Inês  | Toeschouwers: 10.000 |
| 26 februari | Marcos Gaúcho 82' |       | pen' Kelson | Toeschouwers: 10.000 |

## Kampioen
| Taça Cicade de São Luís 2003  |
| São Luís                      |
| ----------------------------- |
| MOTO CLUB Kampioen (2° titel) |